# تاليريس
نادي تاليريس الرياضي (بالإسبانية: Club Atlético Talleres)‏ نادي كرة قدم أرجنتيني يلعب في دوري الدرجة الثالثة . تم تأسيس النادي في سنة 1906 .